# أغنية الماء والنار (رواية)
أغنية الماء والنار رواية عربية، صدرت في عام 1988، للأديب البحريني عبد الله خليفة، وتعد واحدة من أهم الروايات البحرينية، وقد صُنفت في المرتبة 103، في قائمة أفضل 100 رواية عربية التي أعدها اتحاد الكتاب العرب في عام 2001، حيث ضمت 105 رواية من مختلف الأقطار العربية.

## نبذة
تُجسّد الرواية الصراع الطبقي في البحرين، وتدور أحداثها في قرية على ساحل الخليج العربي في عصر ما قبل ظهور النفط.